# قاسم مطرود
قاسم مطرود ( 1961 -2012) كاتب مسرحي و مخرج عراقي هاجر إلى هولندا و حصل على الجنسية الهولندية التحق عام 1979 دخل معهد الفنون الجميلة بغداد قسم الفنون المسرحية فرع الإخراج ( بأكاديمية الفنون الجميلة ) وفي عام 1994 جامعة بغداد وتخرج منها عام 1998 في اختصاص الفنون المسرحية قسم الإخراج المسرحي. توفى نتيجة صراع مرير مع مرض السرطان.

## مسيرة حياته
عندما غادر العراق عام 1998حمل الكاتب والمخرج قاسم مطرود مع ما حمله معه من اوراق وآلام وخيبات مشروعه المسرحي الذي بدأه بوقت مبكر وفي هولندا كان أول شيء عمله هو البحث عن مسرح يحتوي أحلامه الكبيرة ومشاريعه الكثيرة وخلال سنوات قليلة دون اسمه واحدا من المسرحين العراقيين الذين واصلوا مشاريعهم في المنفى لتاسيس مسرح عراقي في المنفى ولقاسم مطرود تواجده في الساحة المسرحية العربية حيث شارك في العديد من المهرجانات المسرحية
وحصل على شهادات تقديرية منها مهرجان المسرح الجامعي الأول المقام في كلية الفنون الجميلة ومهرجان منتدى المسرح الحادي عشر كناقد للكثير من الأعمال المسرحية، وقد شارك أيضا في اغلب المهرجانات التي تقام عن المسرح العراقي بالكثير من المقالات النقدية. كما حصل على شهادة تقديرية لمشاركته في مهرجان المونودرما الثاني وكرم من قبل المركز العراقي للمسرح على جهوده المبذولة
وإسهاماته في دفع الحركة المسرحية في العراق..وله باع في الكتابة المسرحية حيث الف العديد من المسرحيات منها : مسرحية “طقوس وحشية”و مسرحية “للروح نوافذ أخرى” و “رثاء الفجر” و “نشرب إذا” و”الجرافات لاتعرف الحزن “ التي صدرت في كتاب مؤخرا وقد ترجمت العديد من أعماله إلى اللغة الهولندية.. كما تمكن وهو في هولندا من أن يصدر صحيفة إلكترونية باسم مسرحيون تعنى بالفنون المسرحية.. ويعتبر من مؤسسي رابطة نقاد المسرح والبرلمان الثقافي العراقي في هولندا.
صقل موهبته بالدراسة الاكاديمية فبعد تخرجه من معهد الفنون الجميلة قسم الفنون المسرحية دخل أكاديمية الفنون الجميلة وتخرج عام 1998 في قسم الإخراج المسرحي ولم يكتف بهذا ففي هولندا درس في أكاديمية هلفرسم وحصل على شهادة الدبلوم في مجال إعداد وتقديم وإخراج البرامج التلفزيونية وعمل في هيئات تحرير في عدد من المجلات التي تصدر في هولندا حدثنا عن مراحل التكوين المؤثرات الأولى
دخل في أكاديمية هلفرسم ( Media academie / Hilversum ) وحصل على دبلوم في مجال تقديم البرامج التلفزيونية ( Bureauredactie Televisie ) و دبلوم في مجال الإعداد وإخراج البرامج التلفزيونية ( Bureauredactie Televisie )أكمل الدورة الخاصة في كبفيّة كتابة السيناريو في radaracademie عام 1995 منح شهادة تقديرية لمشاركته في مهرجان المسرح الجامعي الأول المقام في كلية الفنون الجميلة وشهادة تقديرية لمشاركته في مهرجان منتدى المسرح الحادي عشر كناقد للكثير من الأعمال المسرحية عام 1996 منح شهادة تقديرية لمشاركته في مهرجان المسرح العراقي الثالث بالكثير من المقالات النقدية عام 1997 منح شهادة تقديرية لمشاركته في مهرجان المسرح العراقي الرابع
وفي 1998منح شهادة تقديرية لمشاركته في مهرجان المونودراما الثاني المقام من 29-3 ولغاية 28 – 5
عام 2006 منح شهادة تقديرية من قبل وزارة الثقافة والتراث في سلطنة عمان على جهوده المسرحية في إثراء مهرجان المسرح العماني الثاني. كما منح شهادة تقديرية من قبل فرقة مزون في سلطنة عمان التي قدمت نصا من نصوصه والموسوم ( رثاء الفجر ) والذي فاز بافضل سينوغرافيا.
عام 2007 وعام 2008 و 209 على التوالي منح شهادات تقديرية من قبل المهرجان الوطني للمسرح المحترف الدورة العربية لإثرائه الملتقى العلمي. و في عام 2008 منح شهادة تقديرية من قبل دائرة الثقافة والاعلام بالشارقة، تقديرا لجهوده المبذولة والعطاء الموصول في الدورة الثامنة عشر لايام الشارقة المسرحية.

## أعماله المسرحية
- مونودراما (معكم انتصفت أزمنتي)
- الأيدي الملطخة (نص مسرحي)
- نص مسرحية (مواطن)
- ساحة التحرير (مونودراما)
- إنتاج فكر مسرحي عربي يقربنا للتصفيات النهائية
- سيادتكم (نص مسرحي)
- حوار المصاطب (سيناريو مسرحية)
- حاويات بلا وطن (نص مسرحية - مونودراما)
- الجرافات لا تعرف الحزن
- أحلام في موضع منهار
- أوهام الغابة ( مسرحية )
- دمي محطات وظل ( نص مسرحي )
- صدى الصمت (سيناريو ممسرح)
- رثاء الفجر (نص مسرحي)
- للروح نوافذ أخرى (نص مسرحي)
- نشرب إذن (نص مسرحي)
- عزف على حراك الجمر ( نص مسرحي )
- المسرح والإعلام بين فلسفة البصيرة والإبصار
- خريف الوحشة (نص مسرحي)
- ليس عشاءنا الأخير (سيناريو ممسرح)
- معكم انتصفت أزمنتي (مونودراما)
- هروب قرص الشمس (نص مسرحي)